# Cofidis
 For alternative betydninger, se Cofidis (cykelhold). (Se også artikler, som begynder med Cofidis (cykelhold))
Cofidis er en fransk finansiel virksomhed, der er specialiseret i forbrugerkredit. Den ejes af banken Crédit Mutuel og har hovedkvarter i Villeneuve-d'Ascq.
Cofidis blev etableret i 1982 af 3 Suisses International i samarbejde med Cetelem.
Virksomhedens internationale markeder omfatter Belgien, Spanien, Portugal, Italien, Tjekkiet, Grækenland og Ungarn. 
Cofidis er hovedsponsor for cykelholdet Cofidis, og de har været sponsor for belgiske pokalcup i fodbold fra 2009 til 2015.